# Loukas Fourlas
Loukas Fourlas é um jornalista e político cipriota que tem servido como membro do Parlamento Europeu para a Aliança Democrática desde 2019.
No parlamento, Fourlas atua na Comissão do Emprego e dos Assuntos Sociais. Em 2020, ele também se juntou ao Comité Especial sobre o Combate ao Cancro.

Além de cumprir com suas diversas atribuições em comissões, Fourlas desempenha funções importantes como membro da delegação do Parlamento na Comissão Parlamentar Mista UE-Turquia e contribui para o importante trabalho do Intergrupo sobre Deficiência do Parlamento Europeu.